# Dasydytes primus
Dasydytes primus är en djurart som tillhör fylumet bukhårsdjur, och som först beskrevs av Grünspan 1908.  Dasydytes primus ingår i släktet Dasydytes och familjen Dasydytidae. Inga underarter finns listade i Catalogue of Life.